# Atak dinozaurów
Atak dinozaurów (ang. Triassic Attack) – amerykański horror z gatunku science fiction z 2010 roku w reżyserii Colina Fergusona. Wyprodukowany przez UFO International Productions.
Premiera filmu miała miejsce 27 listopada 2010 roku na amerykańskim kanale Syfy. Polska premiera filmu odbyła się na kanale Canal+ 6 czerwca 2011 roku oraz w TV Puls - 28 października 2013 roku a także w Cinemax - 18 stycznia 2014 roku i TV4 - 2 stycznia 2015r.

## Opis fabuły
Właściciel muzeum postanawia zemścić się za zabranie amerykańskim Indianom ziemi. Odprawia specjalny rytuał i wskrzesza do życia dinozaury. Szeryf Jake (Steven Brand) wraz z żoną Emmą (Kirsty Mitchell), paleontologiem, muszą powstrzymać drapieżców. Ogromne gady atakują bowiem mieszkańców okolicy.

## Obsada
- Steven Brand jako Jake Roundtree
- Kirsty Mitchell jako Emma Neil-Roundtree
- Raoul Trujillo jako Dakota
- Gabriel Womack jako Wyatt
- Emilia Clarke jako Savannah
- Jazz Lintott jako Matt
- Nathalie Buscombe jako Melissa
- Vladimir Mihailov jako Dale Savage

i inni